# Väike Munamägi
Väike Munamägi (česky „Malá vejcová hora“) je jeden ze sedmi nejvyšších vrcholů vysočiny Otepää. Nachází se na území samosprávné obce Otepää na východě estonského kraje Valgamaa. Vrchol hory má nadmořskou výšku 207,5 m.
Hora má zaoblený tvar, podle něhož dostala své jméno, a s výjimkou několika sjezdovek je pokryta lesem. Na hoře se nachází výrazný bludný balvan (největší v okolí), Kalevipoja kivi („Kalevovcův kámen“) o výšce 2 m, obvodu 10 m a hmotnosti cca 25 t, chráněný jako přírodní výtvor. Na severovýchodním svahu hory vyvěrá pramen, který je v lidovém podání považován za pramen největší estonské řeky Emajõgi (zeměpisně se jedná o pramen jednoho z potůčků v povodí jezera Pühajärv, z něhož vytéká Malá Emajõgi, napájející Virecké jezero, jehož odtok se teprve oficiálně nazývá Emajõgi).
Na vrcholku hory se nachází vyhlídková plošina, z níž je při dobré viditelnosti vidět do vzdálenosti 50 km.